# Liste der geschützten Landschaftsbestandteile im Landkreis Landshut
Im Landkreis Landshut gab es im Februar 2023 insgesamt 8 ausgewiesene geschützte Landschaftsbestandteile.

## Geschützte Landschaftsbestandteile
| Ahornbestand bei Velden                          | BW | LB-00512 | Velden                       | ⊙ | 0,37 |  |
| Feuchtgebiet am Almenhof                         |    | LB-00504 | Ergolding                    | ⊙ | 0,25 |  |
| Götzbachgraben                                   |    | LB-00501 | Niederaichbach               | ⊙ | 2,20 |  |
| Grünbestand Huber-Birn                           | BW | LB-00508 | Vilsbiburg                   | ⊙ |      |  |
| Grünbestand Zollner-Allee                        | BW | LB-00507 | Vilsbiburg                   | ⊙ | 0,31 |  |
| Hofstadt an der Mühlenstraße                     | BW | LB-00509 | Vilsbiburg Zwei Teilflächen: | ⊙ | 0,24 |  |
| Schandl-Filz                                     | BW | LB-00506 | Bodenkirchen                 | ⊙ | 1,35 |  |
| Streuwiese mit Gehölzbestand bei Unterwattenbach | BW | LB-00514 | Essenbach Zwei Teilflächen:  | ⊙ | 2,80 |  |
| Legende für Geschützter Landschaftsbestandteil   |    |          |                              |   |      |  |